# Filić
Filić (izvirno srbsko Филић; madžarsko Firigyháza) je naselje v Srbiji, ki upravno spada pod Občino Novi Kneževac; slednja pa je del Severnobanatskega upravnega okraja.

## Demografija
V naselju, katerega izvirno (srbsko-cirilično) ime je Филић, živi 123 polnoletnih prebivalcev, pri čemer je njihova povprečna starost 37,1 let (36,1 pri moških in 38,2 pri ženskah). Naselje ima 54 gospodinjstev, pri čemer je povprečno število članov na gospodinjstvo 2,98.
Prebivalstvo je večinoma nehomogeno, a v času zadnjih treh popisov je opazno zmanjšanje števila prebivalcev.
|  |

| Demografija | Demografija     | Demografija     |
| Leto        | Št. prebivalcev | Št. prebivalcev |
| ----------- | --------------- | --------------- |
|             |                 |                 |
|             |                 |                 |
|             |                 |                 |
|             |                 |                 |
| 1948        | 171             |                 |
| 1953        | 183             |                 |
| 1961        | 194             |                 |
| 1971        | 191             |                 |
| 1981        | 192             |                 |
| 1991        | 170             | 165             |
| 2002        | 170             | 161             |
|             |                 |                 |

| Etnična sestava po popisu iz leta 2002 | Etnična sestava po popisu iz leta 2002 | Etnična sestava po popisu iz leta 2002 | Etnična sestava po popisu iz leta 2002 | Etnična sestava po popisu iz leta 2002 |
| -------------------------------------- | -------------------------------------- | -------------------------------------- | -------------------------------------- | -------------------------------------- |
| Srbi                                   | Srbi                                   |                                        | 97                                     | 60,24%                                 |
| Madžari                                | Madžari                                |                                        | 62                                     | 38,50%                                 |
| Muslimani                              | Muslimani                              |                                        | 1                                      | 0,62%                                  |
| Neznano                                | Neznano                                |                                        | 0                                      | 0,0%                                   |